# 遠端舊版文件問題
遠端舊版文件(Remote Downlevel Document)問題是一個發生於微軟Windows系列作業系統的一個保安問題。問題與一款名為「Looked」及其變種的蠕蟲有關。

## 感染途徑
不詳

## 感染過程

### Looked
Looked於2004年12月17日被發現。根據賽門鐵克的報告，當病毒被執行時，會發生下列的各項事情：
1. 立即把ZoneAlarm防火牆並下列執行中的程式關掉：
  1. Ravmon.exe
  2. EGHOST.EXE
  3. MAILMON.EXE
  4. KAVPFW.EXE
  5. IPARMOR.EXE
2. 在受病毒感染的檔案所在位置生成 virDll.dll
3. 把病毒檔 virDll.dll 嘗試注入Internet Explorer。
4. 從 www.lookde5.com 下載一個名為「1.exe」的檔案。這個檔案其實是用來盜取宿主上寄存的密碼。
5. 從 C Drive 開始搜索所有硬碟內的執行檔，並把搜尋到的執行檔感染。(但位於系統目錄及特定錄的檔案則不在感染之列，詳見賽門鐵克的網頁)

### Looked.P
Looked.P於2006年7月被發現。根據賽門鐵克的報告，當病毒被執行時，會發生下列的各項事情：
1. 把自己複製到Windows的系統目錄(即位於 %Windir% 的目錄)
2. 把病毒 vDll.dll 下載到所在的目錄 (比較原版的 virDll.dll)
3. 檢查機碼 HKLM\SOFTWARE\Soft\DownloadWWW 是否存在，若有的話，再檢查"auto"值的資料是否為"1"。
4. 若以上三個狀況都成立，病毒會結束；否則的話，就會在宿主建立上述機碼。
5. 在 HKCU\Software\Microsoft\Windows NT\CurrentVersion\Windows 這機碼加上 "load" = "%Windir%\rundl132.exe" 的字串值，好讓系統在重新啟動時，會把病毒載入系統內。
6. 嘗試關閉 Kingsoft AntiVirus Service 的運作。
7. 與病毒的原版一樣把 vDll.dll 嘗試注入Internet Explorer，但新版亦會同時注入Explorer內。
8. 從 C Drive 開始搜索所有硬碟內的執行檔，並把搜尋到的執行檔感染。(但位於系統目錄及特定錄的檔案則不在感染之列，詳見賽門鐵克的網頁)

### 其他可能
- W32.HLLW.Gaobot：列印出來的不是日期，而是亂碼[3]。

## 解決辦法
- 把局域網內沒有連接打印機的電腦的Printer Spooler功能停止。
- 把print server的netbeui關掉，用tcp/ip列印。
- 在最壞情況，可能要把所有受感染的電腦重灌。

## 軟件更新問題
- 一般用戶及公司過去只有留意有沒有更新病毒定義檔，而並未有花錢在更新軟件之上。而在香港，有不少學校亦礙於經費問題，在軟件購置時態度非常審慎。碰巧這一系列病毒在較舊的掃毒軟件未能偵測、或可以偵測但不能清除[4]，使掃毒軟件無形中不能發揮應有的功效。

## 與病毒無關的問題可能
這個問題最初其實的確是列印系統的問題。這個問題的發生有幾個可能：
1. 因為有外間用戶透過IP位址傳送列印佇列的內容
2. 打印機的驅動程式過時
3. 局域網內採用了過時版本的samba伺服器而產生

。
但在近年因為病毒問題影響下，這些問題的可能有機會被忽略。

## 外部連結
- 藍色小舖：網路安全討論版：印表機伺服器的錯誤---遠端舊版文件 （页面存档备份，存于）